# Dấu lặng
Dấu lặng là ký hiệu thuộc hệ thống ký hiệu nhạc phương Tây, được sử dụng nhằm thể hiện một khoảng dừng (nghỉ) trong tác phẩm. Có nhiều loại dấu lặng ứng với nhiều biểu tượng khác nhau để biểu thị các độ dài ngừng nghỉ khác nhau.

## Chức năng và giá trị
Ứng với mỗi hình nốt nhạc là một dấu lặng biểu thị khoảng dừng có độ dài bằng với trường độ của nốt đó (nói cách khác là có cùng giá trị với hình nốt đó). Quy tắc kết hợp các dấu lặng để thể hiện các khoảng dừng thì cũng giống như quy tắc với nốt nhạc..
Dấu lặng có hai chức năng:
- Ngăn cách các tiết nhạc (câu nhạc)
- Tạo thời gian nghỉ (và thở, chẳng hạn đối với ca sĩ và người chơi nhạc cụ hơi) cho người biểu diễn nhạc.

Bảng dưới đây liệt kê các loại dấu lặng rất đa dạng - gồm cả những loại hiện ít còn được sử dụng - và các hình nốt có giá trị tương ứng, đồng thời liệt kê giá trị tương đối mà chúng có xét trong trường hợp loại nhịp 4/4.
| Tên                          | Biểu tượng | Hình nốt nhạc tương ứng về giá trị | Giá trị                          |
| ---------------------------- | ---------- | ---------------------------------- | -------------------------------- |
| Dấu lặng tròn tư (lỗi thời)  |            |                                    | {\displaystyle {\frac {32}{4}}}  |
| Dấu lặng tròn ba (lỗi thời)  |            |                                    | {\displaystyle {\frac {16}{4}}}  |
| Dấu lặng tròn đôi (lỗi thời) |            |                                    | {\displaystyle {\frac {8}{4}}}   |
| Dấu lặng tròn                |            |                                    | {\displaystyle {\frac {4}{4}}}   |
| Dấu lặng trắng               |            |                                    | {\displaystyle {\frac {2}{4}}}   |
| Dấu lặng đen                 |            |                                    | {\displaystyle {\frac {1}{4}}}   |
| Dấu lặng đơn                 |            |                                    | {\displaystyle {\frac {1}{8}}}   |
| Dấu lặng kép                 |            |                                    | {\displaystyle {\frac {1}{16}}}  |
| Dấu lặng móc ba              |            |                                    | {\displaystyle {\frac {1}{32}}}  |
| Dấu lặng móc tư              |            |                                    | {\displaystyle {\frac {1}{64}}}  |
| Dấu lặng móc năm (lỗi thời)  |            |                                    | {\displaystyle {\frac {1}{128}}} |
| Dấu lặng móc sáu (lỗi thời)  |            |                                    | {\displaystyle {\frac {1}{256}}} |

Trong các tác phẩm cổ, dấu lặng đen  còn được viết bằng biểu tượng .

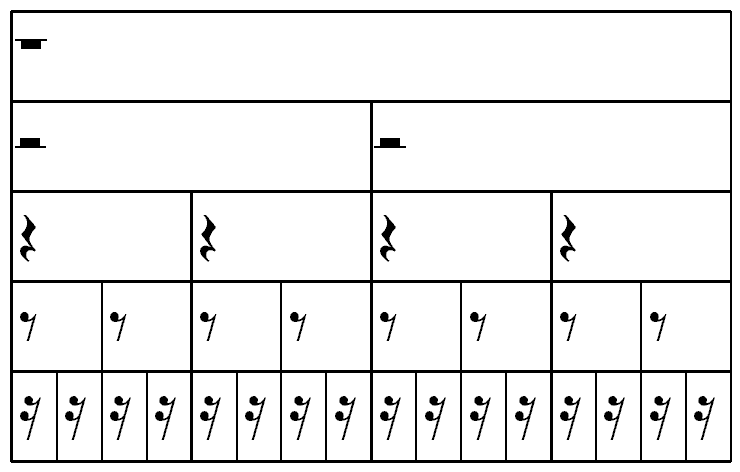
Giá trị tương đối của các dấu lặng

Dấu lặng tượng trưng cho một đơn vị trường độ là dấu lặng tròn. Ngoài ra, một dấu lặng này bằng hai dấu lặng khác có bậc giá trị ngay bên dưới nó, chẳng hạn:
- Một dấu lặng tròn bằng hai dấu lặng trắng
- Một dấu lặng trắng bằng hai dấu lặng đen
- Một dấu lặng đen bằng hai dấu lặng móc đơn
- Một dấu lặng móc đơn bằng hai dấu lặng móc kép
- Một dấu lặng móc kép bằng hai dấu lặng móc ba
- Một dấu lặng móc ba bằng hai dấu lặng móc tư.

Cũng có thể dựa vào bảng trên để thiết lập mối quan hệ giữa các dấu lặng, chẳng hạn trong loại nhịp 4/4 thì một dấu lặng tròn bằng bốn dấu lặng đen, một dấu lặng móc đơn bằng tám dấu lặng móc tư, vân vân.

## Nghỉ một ô nhịp
Trong trường hợp cả một ô nhịp không có một nốt nhạc nào thì nhà soạn nhạc đặt một dấu lặng tròn vào ô nhịp đó, bất kể số chỉ nhịp của tác phẩm đó là gì. Duy có hai ngoại lệ, đó là với loại nhịp 4/2 (bốn nốt trắng trong một ô nhịp) và đối với loại nhịp ngắn hơn 3/16 thì người ta dùng dấu lặng tròn đôi cho ô nhịp trống.
Người soạn nhạc cũng hay dùng dấu lặng tròn (thay cho dấu lặng tròn đôi) cho ô nhịp trống của loại nhịp 4/2, bởi thế có thể nói rằng đối với các loại nhịp từ 3/16 trở đi thì dấu lặng tròn được dùng cho ô nhịp trống. Trong một số ấn bản nhạc (đặc biệt là tác phẩm cũ), còn thấy người ta viết số "1" phía trên dấu lặng để xác nhận độ dài của nó.

## Nghỉ nhiều ô nhịp
Trong các bè nhạc không lời, có thể dùng dấu lặng đa ô nhịp  (multiple bar rest, multimeasure rest) để biểu thị khoảng lặng kéo dài nhiều ô nhịp cùng tính chất. Thường có hai cách vẽ dấu lặng đa ô nhịp:
1. Vẽ đoạn thẳng dài, đậm, nằm ngang ở giữa khuông nhạc, và tại hai điểm đầu cuối đoạn thẳng là hai chân nét[3] (xem hình dưới), hoặc vẽ đường xiên đậm giữa các dòng thứ hai và thứ tư của khuông nhạc (lưu ý rằng cách làm này hiếm hơn cách thứ nhất nhiều, dùng phổ biến nhất là trong những bản thảo nhạc hiện đại[4] và chỉ có một số ít nhà xuất bản nhạc trình bày bằng cách này), bất kể nó thể hiện khoảng lặng kéo dài bao nhiêu ô nhịp đi chăng nữa.

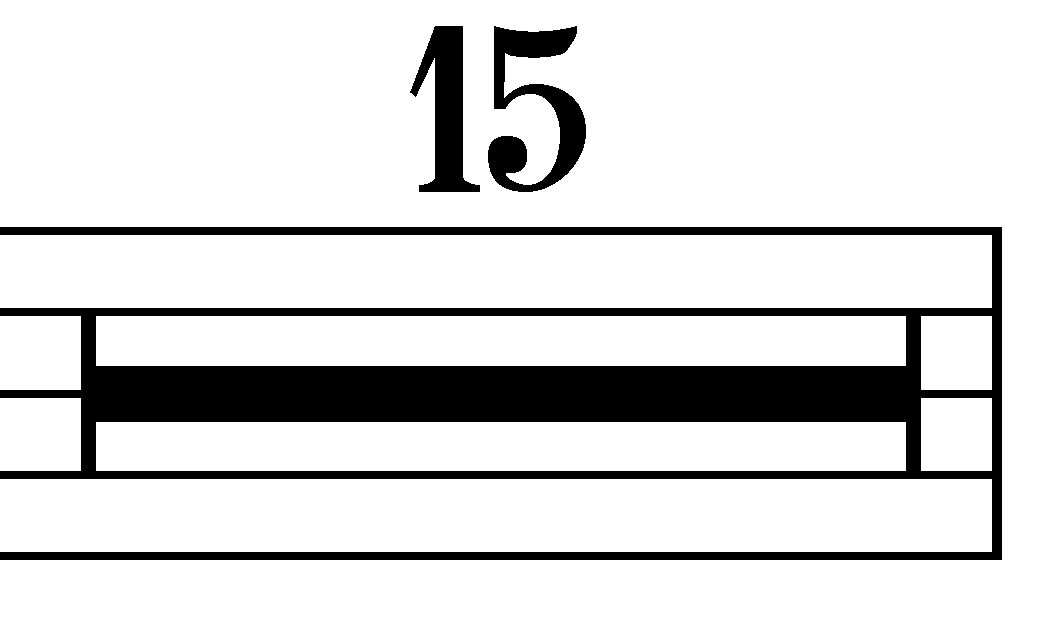
Dấu lặng kéo dài 15 ô nhịp

1. Vẽ một chuỗi các biểu tượng (xem hình dưới) cho đến khi đạt mức độ mong muốn. Hệ thống ký hiệu dấu lặng đa ô nhịp kiểu này bắt nguồn từ các quy ước ký hiệu nhạc Baroque, mà các quy ước Baroque đó lại là sản phẩm điều chỉnh từ cách ghi khoảng lặng của hệ thống nhạc "đo lường được" (mensural) thời Trung cổ.

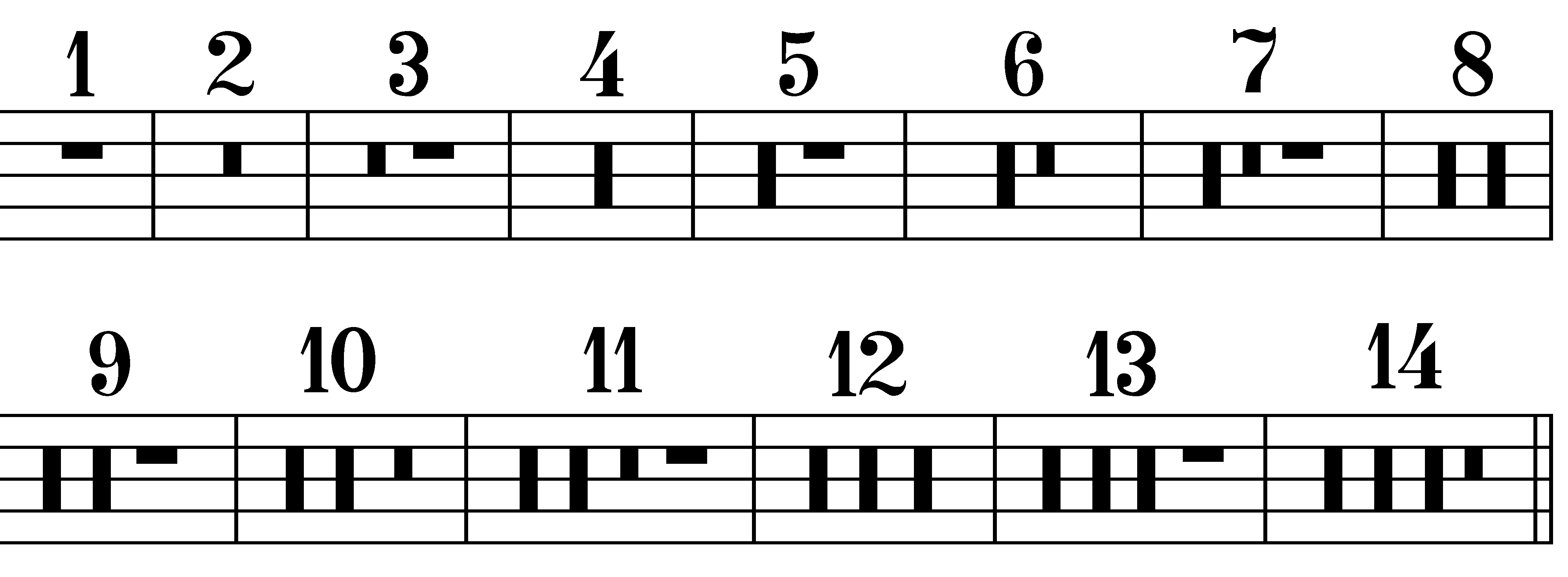
Hệ thống ký hiệu khoảng lặng kiểu cổ, hiện vẫn có người dùng.

Trong cả hai cách trên, số ô nhịp nghỉ ứng với khoảng lặng sẽ được ghi chú bằng con số phía trên khuông nhạc, mà thường thì con số này có kích thước bằng với con số ghi số chỉ nhịp. Nếu có sự thay đổi giọng (key) hoặc vận luật trong thời gian nghỉ nhiều ô nhịp thì cần phải chia cắt khoảng lặng này để ghi chú rõ thay đổi đó. Điều này cũng áp dụng cho trường hợp vạch nhịp kép (dùng để đánh dấu chỗ kết thúc tiết nhạc hoặc đoạn nhạc).

## Dấu lặng có chấm dôi
Tương tự nốt nhạc, có thể thêm dấu chấm dôi cho dấu lặng để tăng độ đài của dấu lặng thêm 1/2. Tuy nhiên, dấu lặng chấm dôi không phổ biến bằng nốt nhạc dấu dôi, và thỉnh thoảng chỉ xuất hiện trong các tác phẩm nhạc hiện đại viết bằng loại nhịp phức như 6/8 hoặc 12/8. Đối với các loại nhịp này, lâu nay có một quy ước rằng một phách nghỉ là gồm một dấu lặng đen và một dấu lặng đơn, tổng độ dài của chúng bằng trường độ của ba nốt móc đơn.
Không thể dùng dấu nối nối các dấu lặng nhằm tạo ra các khoảng lặng dài hơn.